# Georg I. zu Castell
Georg I. Graf und Herr zu Castell (* 28. März 1467; † 1506) war von 1498 bis 1506 Herrscher der Grafschaft Castell. Er teilte sich die Herrschaft mit seinen Brüdern Johann, Friedrich und Wolfgang I.

## Die Grafschaft vor Georg I.
Das fünfzehnte Jahrhundert war für die Grafschaft Castell von großen Verkäufen der gräflichen Rechte und Besitzungen geprägt. Hatte Graf Wilhelm I. 1398 noch ein Recht auf die Prägung von Münzen in der Stadt Volkach von König Wenzel erwirken können, verloren seine Nachfolger mehr und mehr Güter. Nutznießer war vor allem das Hochstift Würzburg, das den Großteil der veräußerten Güter erhielt.
Am 24. Oktober 1457 erhielt das Bistum gegen eine Leibrente von 500 Gulden gar die ganze Grafschaft von Wilhelm II. zu Mannlehen. Außerdem verpfändete dieser das erhaltene Viertel der Stadt Volkach an die Grafen von Limpurg, Henneberg und Weinsberg, sodass weitere Teile Castells in den Händen fremder Herrscher waren. Auch der Erwerb neuen Besitzes war zu diesem Zeitpunkt kaum noch möglich, da die großen Herrschaften der Umgebung die Region unter sich aufgeteilt hatten.

## Leben
Georg I. wurde am 28. März 1467 als ältester Sohn des Grafen Friedrich IV. zu Castell und seiner Ehefrau Elisabeth von Reitzenstein geboren. Über den Geburtsort des späteren Landesherren schweigen die Quellen, auch die Ausbildung findet keinerlei Erwähnung. Nach dem Tod des Vaters übernahm der Graf zusammen mit seinen Brüdern die Regierung der Grafschaft, da der Vater keine Erbverfügung hinterlassen hatte.
Noch im Todesjahr des Friedrich, 1498, schlossen die Brüder einen Vertrag über den der Markgraf von Ansbach wachen sollte. Georg sollte hierin acht Jahre lang die Verwaltung der Grafschaft übernehmen, bis auch der jüngste seiner Brüder volljährig wäre. Georg aber verwarf den Vertrag nach wenigen Monaten und gab die Verwaltung in die Hände des jüngeren Bruders Johann. Lediglich die Lehen behielt Georg in seiner Hand. Der frühe Tod des Georg, er starb im Jahr 1506, verhinderte, dass die Streitigkeiten mit den Brüdern eskalierten.